# Polypogon meixneri
Polypogon meixneri là một loài bướm đêm trong họ Noctuidae.